# マッド・ブラザー
『マッド・ブラザー』（原題：Leaves of Grass）は、2010年のアメリカ合衆国のブラック・コメディ映画。エドワード・ノートンが一卵性双生児の双子を一人二役で演じた。

## キャスト
※括弧内は日本語吹替
- ビル・キンケイド/ブラディ・キンケイド: エドワード・ノートン（家中宏）
- デイジー・キンケイド: スーザン・サランドン（帆足桃子）
- ジャネット: ケリー・ラッセル（本名陽子）
- パグ・ロスバウム: リチャード・ドレイファス
- リック・ボルジャー: ティム・ブレイク・ネルソン
- コリーン:メラニー・リンスキー
- ルーシー・デヴィート
- ヘンリー・マックス・ネルソン
- タイ・バーレル
- プルイット・テイラー・ヴィンス
- マギー・シフ
- リー・ウィルコフ